# Gazpromavia-Flug 9608
Gazpromavia-Flug 9608 (Flugnummer IATA: 4G9608, ICAO: GZP9608, Funkrufzeichen: GAZPROM 9608) war ein inländischer Überführungsflug der Gazpromavia vom Flughafen Tretjakowo zum Flughafen Moskau-Wnukowo am 12. Juli 2024. Auf diesem Flug stürzte ein Suchoi Superjet 100 nach einem Kontrollverlust im Flug ab und brannte nach dem Aufprall in einem Waldstück aus. An Bord war eine dreiköpfige Besatzung, von der niemand überlebte.

## Maschine
Das verunglückte Flugzeug war ein 2014 gebauter Superjet 100-95B mit dem Luftfahrzeugkennzeichen RA-89049 und der Modellseriennummer 95078. Es war für bis zu 70.000 Flugstunden und 54.000 Flüge ausgelegt. Der Erstflug der Maschine erfolgte am 16. Dezember 2014. Am 5. März 2015 wurde sie an die Gazpromavia ausgeliefert, die die Maschine mit dem Luftfahrzeugkennzeichen RA-89049 zuließ. Die Maschine wurde daraufhin auf der Heimatbasis der Gazpromavia auf dem Flughafen Moskau-Ostafjewo eingelagert und führte erst am 8. Januar 2016 seinen ersten kommerziellen Flug durch. Die Maschine wurde von zwei Strahltriebwerken des Typs PowerJet SaM146 angetrieben.

## Insassen
An Bord der Maschine befand sich eine dreiköpfige Besatzung.

## Unfallhergang
Der Suchoi Superjet hatte vom 6. Mai bis zum 12. Juli eine Wartung am Flughafen Tretjakowo durchlaufen. Am Unfalltag sollte er zum Flughafen Moskau-Wnukowo geflogen werden, um von dort aus wieder auf Flügen der Gazpromavia eingesetzt zu werden. Die Maschine startete um 14:52 Uhr vom Flughafen Luchowizki-Tretjakowo. Die Ankunft auf dem Flughafen Moskau-Wnukowo war um 15:40 Uhr geplant. Um 14:58 Uhr befand sich der Superjet in 1500 Metern Höhe. Sieben Minuten nach dem Start geriet die Maschine außer Kontrolle und verlor innerhalb von sieben Sekunden 600 Meter an Höhe. Der Superjet stürzte schließlich in ein dichtes Waldstück, nachdem die Maschine um 14:59:28 Uhr vom Radar verschwunden war. Beim Aufprall starben alle drei Insassen. Die Maschine brach beim Unfall auseinander und brannte aus.

## Unfalluntersuchung
Nach dem Unfall übernahm das Zwischenstaatliche Luftfahrtkomitee die Ermittlungen zur Unfallursache. Ein Untersuchungsbericht steht noch aus, jedoch ist ein Bericht durchgesickert, wonach an der Maschine zwei Anstellwinkelsensoren montiert worden waren, deren Parameter um etwa fünf Grad abwichen. Aufgrund dieses Umstandes sei es im Flug zu einer fehlerhaften Auslösung der Überziehwarnanlage gekommen.